# Dihelus maculatus
Dihelus maculatus är en stekelart som beskrevs av Gupta 1979. Dihelus maculatus ingår i släktet Dihelus och familjen brokparasitsteklar. Inga underarter finns listade i Catalogue of Life.